# 方建宇
方建宇（1933年10月—2021年9月22日），男，山东即墨人，中华人民共和国政治人物，曾任中共吉林市委书记，吉林省人大常委会秘书长，吉林省政协副主席。

## 生平
1952年加入中国共产党。历任中共通化地委工业交通办公室副主任，浑江市委副书记、书记（县级），通化地区行署副专员，中共通化地委副书记、书记，中共浑江市委书记（地级），中共吉林市委书记。2021年9月22日18时49分在长春逝世。